# La Mode Illustrée
La Mode Illustrée var en fransk modetidskrift som utgavs 1860–1937.
Tidskriften utgavs av Firmin-Didot. Den utkom veckovis och har beskrivits som den första modeveckotidningen. Den innehöll utöver modenyheter även broderimönster, klädmönster, recept, trädgårdskonst, husmorstips och råd kring etikett, föräldraskap och moralfrågor; den beskrev sig som en familjetidning. Dess redaktör var under dess första decennier Emmeline Raymond och illustrationerna av Adele-Anaïs Colin Toudouze och Héloïse Leloir var vida omtalade för sin höga kvalitet. 
La Mode Illustrée var en av den franska modehistoriens mest framgångsrika modetidningar under 1800-talets andra hälft, men utkonkurrerade så småningom sin huvudrival Le Follet på en överfull marknad där de flesta modetidningar endast varade några år: tidningens livslängd var vida överlägsen de flesta inom genren. Ett av dess stora framgångsrecept var att det riktade in sig på en marknad bestående av medelklass och så småningom även arbetarklass, som tack vare industrialismen började kunna köpa massproducerade modeplagg eller ville ha tips, råd och mönster för att kunna sy om gamla plagg enligt modet; tidningen erbjöd detaljerade tips och instruktioner för hur läsaren kunde följa modet med begränsade ekonomiska medel. 
Detta följde ett konsumtionsmönster som pågick över hela västvärlden vid denna tid och tidningen hade sina motsvarigheter i Storbritannien, där den motsvarades av The Englishwoman's Domestic Magazine (1852–1879), och i USA, där den samtidigt också utgavs. 

## Bilder

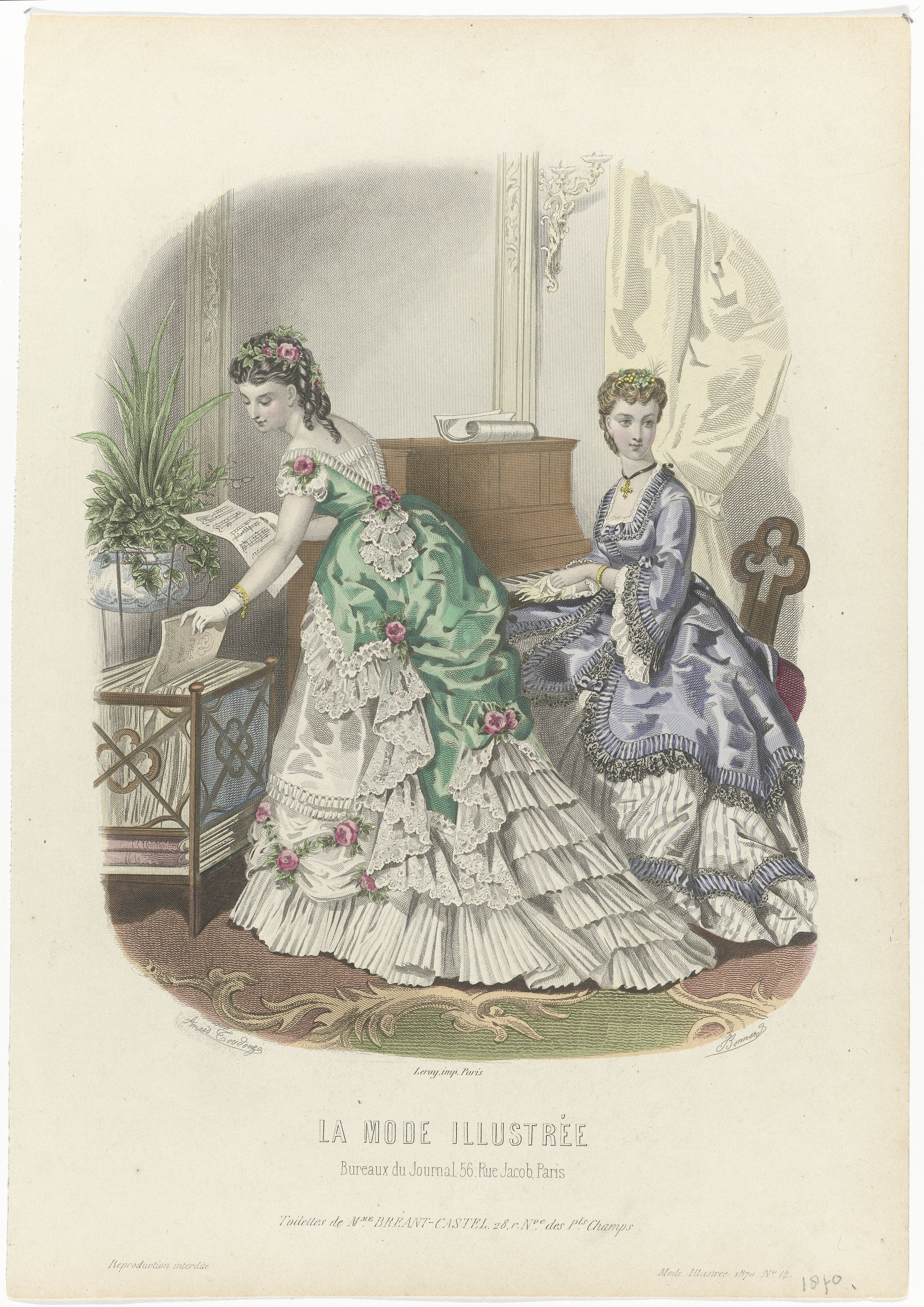
La Mode Illustrée, 1870.
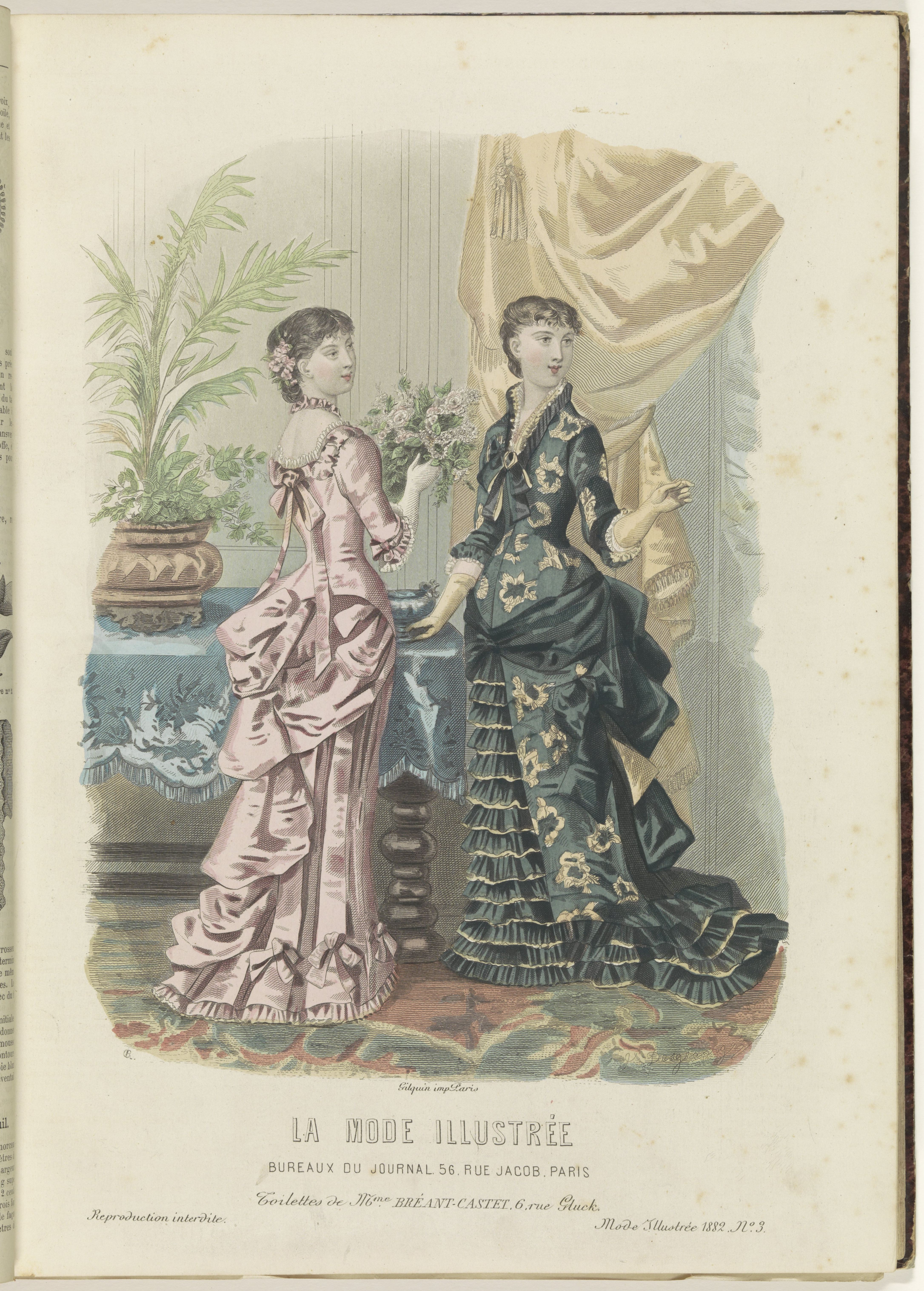
La Mode Illustrée, Journal de la Famille, 1882.
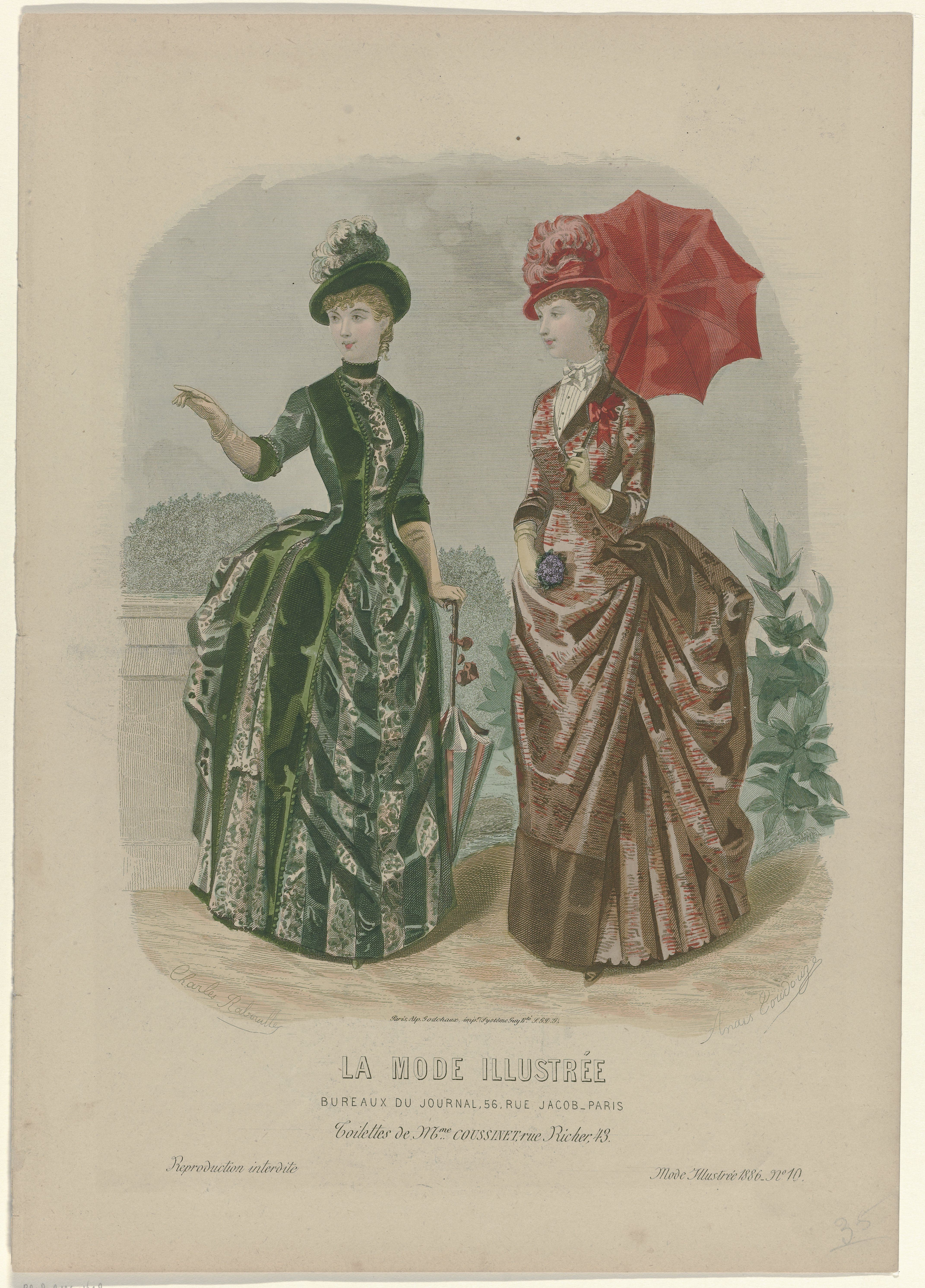
La Mode Illustrée, 1886.
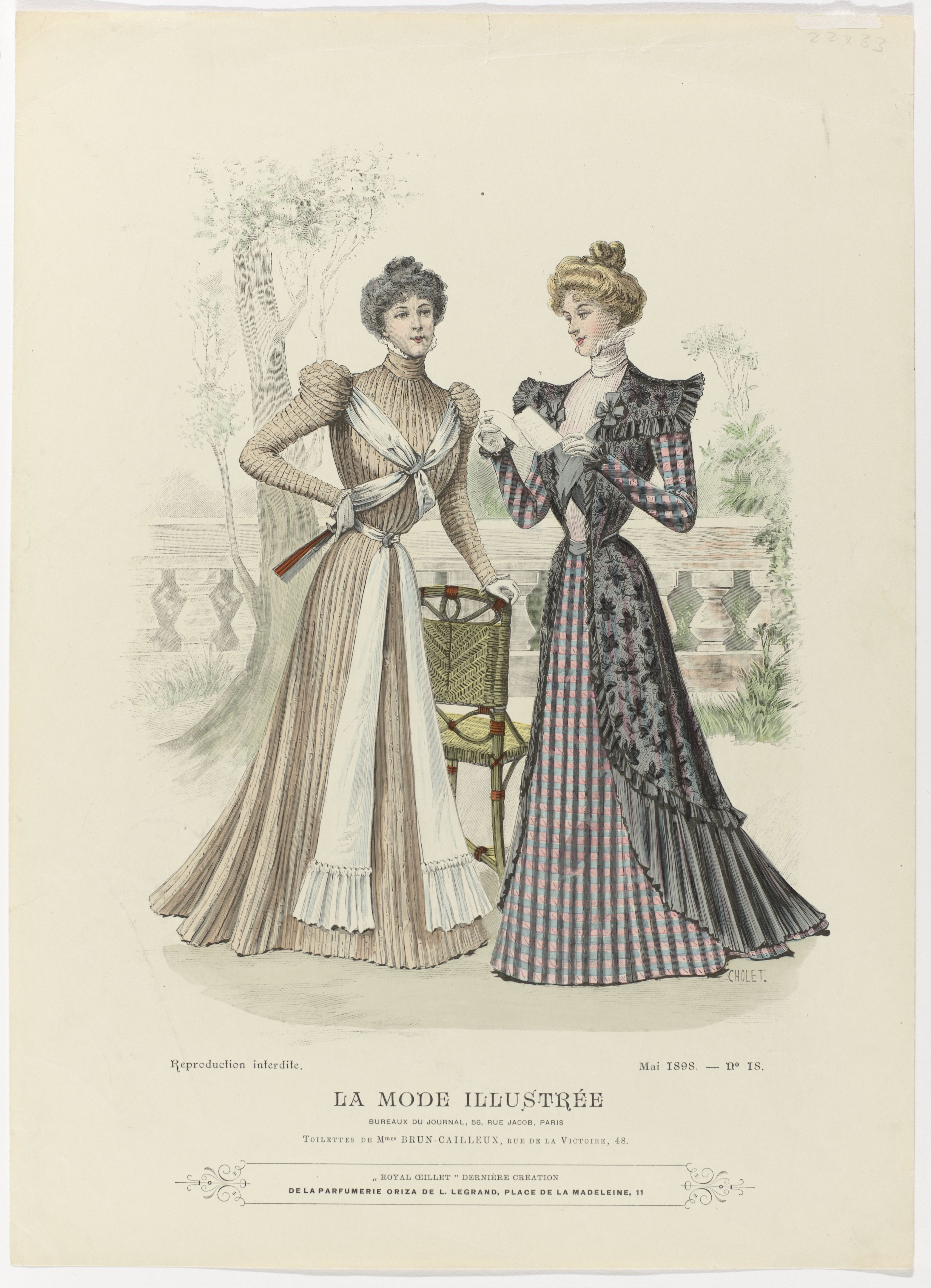
La Mode Illustrée, Mai 1898.
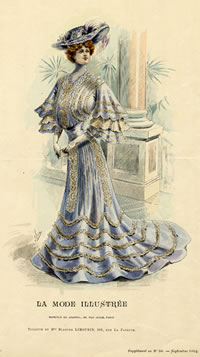
Fashion Plate 1904